# Хаймарк Стэдиум
«Хаймарк Стэдиум» (англ. Highmark Stadium) — домашний стадион команды Национальной футбольной лиги «Баффало Биллс», расположенный в городе Орчард-Парк, пригороде Буффало, штата Нью-Йорк.
Был открыт в августе 1973 года и до 1998 года носил название «Рич Стэдиум» (англ. Rich Stadium). В 1998 году был переименован в честь основателя и владельца «Баффало Биллс» Ральфа Уилсона (1918—2014) и носил название «Ральф Уилсон Стэдиум» (англ. Ralph Wilson Stadium) до 2016 года. В августе 2016 года «Биллс» заключили соглашение с компанией по производству головных уборов из Буффало New Era Cap Company и стадион был переименован в «Нью Эра Филд» (англ. New Era Field). По сведениям Associated Press, сумма сделки за семь лет составила примерно $35 млн. В июле 2020 года компания New Era попросила команду освободить её от соглашения, и 20 августа 2020 года стадион был временно переименован в «Биллс Стэдиум» (англ. Bills Stadium) до нахождения нового спонсора. 29 марта 2021 года было объявлено, что стадион будет называться «Хаймарк Стэдиум» после заключения 10-летнего соглашения с Highmark Blue Cross Blue Shield Западного Нью-Йорка.
Изначально вмещал более 80 000 зрителей, но после ряда реконструкций вместительность снизилась, с 2015 года вмещает 71 870 зрителей.
На стадионе неоднократно проходили концерты известных исполнителей. Например, The Rolling Stones выступали на стадионе в 1975, 1978, 1981, 1997 и 2015 годах. В июне 1988 года на стадионе проходил концерт фестиваля Monsters of Rock, в рамках которого выступали Van Halen, Scorpions, Dokken, Metallica, Kingdom Come.